# Girly Air Force
Girly Air Force (ガーリー・エアフォース?, Gārī Ea Fōsu) è una serie di light novel scritta da Kōji Natsumi e illustrata da Asagi Tōsaka, edita da ASCII Media Works sotto l'etichetta Dengeki Bunko dal 10 settembre 2014. Un adattamento manga ha iniziato la serializzazione sulla rivista Monthly Shōnen Ace di Kadokawa Shoten il 26 ottobre 2018, mentre un adattamento anime, prodotto da Satelight, è stato trasmesso in Giappone tra il 10 gennaio e il 28 marzo 2019.

## Personaggi
Kei Narutani (鳴谷 慧?, Narutani Kei)
Doppiato da: Ryōta Ōsaka
Gripen (グリペン?, Guripen)
Doppiata da: Yūka Morishima
Eagle (イーグル?, Īguru)
Doppiata da: Hitomi Ōwada
Phantom (ファントム?, Fantomu)
Doppiata da: Shiori Izawa
Viper Zero (バイパーゼロ?, Baipā Zero)
Rhino (ライノ?, Raino)
Doppiata da: Ryōko Shiraishi
Minghua Song (宋 明華?, Son Minhoa)
Doppiata da: Lynn
Haruka Yashirodōri (八代通 遥?, Yashirodōri Haruka)
Doppiato da: Kenji Nomura
William Shankle (ウィリアム・シャンケル?, Wiriamu Shankeru)
Doppiato da: Kenjirō Tsuda

## Media

### Light novel
La serie di light novel è scritta da Kōji Natsumi con le illustrazioni di Asagi Tōsaka. Il primo volume è stato pubblicato da ASCII Media Works, sotto l'etichetta Dengeki Bunko, il 10 settembre 2014 e all'8 giugno 2019 ne sono stati messi in vendita in tutto dodici.
| Nº | Data di prima pubblicazione | Data di prima pubblicazione | Data di prima pubblicazione |
| Nº | Giapponese                  | Giapponese                  |                             |
| -- | --------------------------- | --------------------------- | --------------------------- |
| 1  | 10 settembre 2014           | ISBN 978-4-04-866862-0      |                             |
| 2  | 10 marzo 2015               | ISBN 978-4-04-869187-1      |                             |
| 3  | 10 giugno 2015              | ISBN 978-4-04-865195-0      |                             |
| 4  | 10 novembre 2015            | ISBN 978-4-04-865502-6      |                             |
| 5  | 10 marzo 2016               | ISBN 978-4-04-865810-2      |                             |
| 6  | 9 luglio 2016               | ISBN 978-4-04-892188-6      |                             |
| 7  | 8 ottobre 2016              | ISBN 978-4-04-892391-0      |                             |
| 8  | 10 novembre 2017            | ISBN 978-4-04-893479-4      |                             |
| 9  | 9 giugno 2018               | ISBN 978-4-04-893875-4      |                             |
| 10 | 10 gennaio 2019             | ISBN 978-4-04-912324-1      |                             |
| 11 | 9 marzo 2019                | ISBN 978-4-04-912384-5      |                             |
| 12 | 8 giugno 2019               | ISBN 978-4-04-912611-2      |                             |

### Manga
Un adattamento manga di Takahiro Seguchi ha iniziato la serializzazione su Monthly Shōnen Ace il 26 ottobre 2018. Il primo volume tankōbon è stato pubblicato il 25 dicembre 2018 e al 26 luglio 2019 ne sono stati messi in vendita in tutto due.
| Nº | Data di prima pubblicazione | Data di prima pubblicazione | Data di prima pubblicazione |
| Nº | Giapponese                  | Giapponese                  |                             |
| -- | --------------------------- | --------------------------- | --------------------------- |
| 1  | 25 dicembre 2018            | ISBN 978-4-04-107818-1      |                             |
| 2  | 26 luglio 2019              | ISBN 978-4-04-107819-8      |                             |

### Anime
Annunciato il 1º giugno 2018 da Kadokawa, un adattamento anime di dodici episodi, prodotto da Satelight e diretto da Katsumi Ono, è andato in onda tra il 10 gennaio e il 28 marzo 2019. La composizione della serie è a cura di Shingo Nagai, mentre la colonna sonora è stata composta da I've Sound. Le sigle di apertura e chiusura sono rispettivamente Break the Blue!! delle Run Girls, Run! e Colorful Wing di Yūka Morishima, Hitomi Ōwada e Shiori Izawa. In tutto il mondo, ad eccezione dell'Asia, gli episodi sono stati trasmessi in streaming in simulcast, anche coi sottotitoli in lingua italiana, da Crunchyroll.

#### Episodi
| Nº | Titolo italiano Giapponese 「Kanji」 - Rōmaji                                                 | In onda          | In onda |
| Nº | Titolo italiano Giapponese 「Kanji」 - Rōmaji                                                 | Giapponese       |         |
| 1  | Ali cremisi 「紅い翼」 - Akai tsubasa                                                         | 10 gennaio 2019  |         |
| 2  | Komatsu Rendezvous 「コマツ・ランデブー」 - Komatsu Randebū                                   | 17 gennaio 2019  |         |
| 3  | L'essenza dell'Anima 「アニマの本質」 - Anima no honshitsu                                    | 24 gennaio 2019  |         |
| 4  | Il mondo che vedi 「君の見る世界」 - Kimi no miru sekai                                       | 31 gennaio 2019  |         |
| 5  | Unità indipendente per i test misti 「独立混成飛行実験隊」 - Dokuritsu konsei hikō jikken-tai | 7 febbraio 2019  |         |
| 6  | Raison d'être 「存在意義」 - Rezon dētoru                                                     | 14 febbraio 2019 |         |
| 7  | Di fronte allo smarrimento 「惑いの先」 - Madoi no saki                                       | 21 febbraio 2019 |         |
| 8  | Un top-secret infelice 「不機嫌な最高機密」 - Fukigen na saikō kimitsu                        | 28 febbraio 2019 |         |
| 9  | Unphysical Layer 「アンフィジカルレイヤー」 - Anfijikaru Reiyā                                | 7 marzo 2019     |         |
| 10 | La missione per riprendersi Shanghai 「上海奪還作戦」 - Shanhai dakkan sakusen                | 14 marzo 2019    |         |
| 11 | Patria deserta 「誰もいない故郷」 - Dare mo inai kokyō                                        | 21 marzo 2019    |         |
| 12 | Il cielo dove volo insieme a te 「君と飛ぶ空」 - Kimi to tobu sora                            | 28 marzo 2019    |         |